# ゼンエーフーズ
株式会社ゼンエーフーズは、かつて存在した日本の会社。食肉加工業・外食業の運営をしていた。
居酒屋の「つぼ八」のFC、焼肉「膳えい」イタリア料理「プリマヴェーラ」など次々展開した。
外食業の他、「ZZZインターネット」の名でダイヤルQ2利用のインターネットサービスプロバイダを営んでいた。同様のサービスを行っていたInterQよりも安い料金を売りにしていたが、2001年頃にサービスを終了している。
2002年にはマイカルの経営破綻を受けて、自社の飲食店がテナントとして入っていた香川県綾歌郡宇多津町の宇多津ビブレ内のホテル「ホテルリゾナーレ宇多津」を買収し「ロイヤルプリンセス宇多津」として同年7月に開業させたが、1年もしない2003年2月に契約上のトラブルを理由に地元の結婚式場運営会社の株式会社三貴商事に売却して全事業を停止し、休眠会社となって現在に至る。同ホテルは「ホテルセントカテリーナ宇多津」として営業していたが、2012年8月末で閉鎖されている。